# Still D.R.E.
Singles de Dr. Dre
Fuck You
(1999) Forgot About Dre
(2000)
Still D.R.E. est le premier single du second album de Dr. Dre, 2001 (1999). Snoop Dogg apparaît dans l'introduction, au refrain et à la fin du morceau (outro). Le riff principal s’inspire peut-être de Maybe Tomorrow du guitariste américain de jazz Grant Green. Still D.R.E est également la première musique que Dr. Dre ne compose pas intégralement mais avec un autre compositeur, en l'occurrence Scott Storch.
Le single rencontre un grand succès, permettant à l'album d'atteindre la certification multi-platine. Les paroles, coécrites par Jay-Z, annoncent le retour triomphant de Dre sur le devant de la scène hip-hop. Extrait :
« Ladies, they pay homage, but haters say Dre fell off / How nigga? My last album was « The Chronic ». They wanna know if I still got it / they say rap changed, they wanna know how I feel about it. »
« Les femmes me rendent hommage, mais les haineux disent que Dre s'est cassé la gueule / Comment ça ? Mon dernier album était The Chronic. Ils veulent savoir si je suis toujours au niveau / Ils disent que le rap a changé, ils veulent savoir ce que j'en pense. »
La chanson fait partie de la bande-son du jeu vidéo Grand Theft Auto V (2013) ; elle est diffusée sur la station de radio West Coast Classics.
En 2018, Jay-Z et Beyoncé reprennent quelques paroles de Still D.R.E., pour leur titre 713, sur leur album Everything Is Love.

## Crédits
- Dr.Dre : chant, production, programmation de batterie, mixage

- Snoop Dogg : chant

- Scott Storch : claviers

- Sean Cruse : guitare

- Camara Kambon : claviers

- Preston Crump : basse

- Jay-Z : co-écriture du texte

- Mel-Man : production

- Richard Huredia : ingénierie du son

- Brian Gardner : mastering